# Sie kämpften für die Heimat
Sie kämpften für die Heimat (Originaltitel: Они сражались за родину, Oni sraschalis sa rodinu) ist ein sowjetischer Spielfilm unter der Regie von Sergei Bondartschuk aus dem Jahr 1975 nach dem gleichnamigen Roman von Michail Scholochow von 1960.

## Handlung
Sowjetunion im Juli 1942. Ein Schützenregiment der Roten Armee befindet sich auf dem Rückzug vor der Deutschen Wehrmacht durch die endlose Don-Steppe und macht Halt an einem Vorwerk. Die Soldaten nutzen die Gelegenheit sich auszuruhen, zu unterhalten und an einem nahe gelegenen See zu baden. Zwei von ihnen fangen über hundert Krebse, die sie nun kochen wollen. Dazu benötigen sie nur noch einen Eimer und etwas Salz, was Pjotr Lopachin aus dem Vorwerk holen will. Doch eine alte Frau weigert sich erst, ihm das Gewünschte zu geben, haben doch die Soldaten die Deutschen fast bis an den Don kommen lassen und sind nicht in der Lage, sie aufzuhalten. Bevor der Soldat wieder unverrichteter Dinge abzieht, überlegt sie es sich noch anders. Während die Krebse kochen, gibt es einen Appell, bei dem der Befehl erteilt wird, in der Nähe, an einer Kreuzung, Stellung zu beziehen und diese bis zum Eintreffen der Verstärkung zu halten, um den flüchtenden Zivilisten und Soldaten den Weg zum Fluss zu ermöglichen.
Bereits beim Graben der Schützenlöcher werden die Soldaten aus deutschen Aufklärungsflugzeugen beschossen. Kurz darauf wird die gesamte Verteidigungslinie von deutschen Panzern und den darauf folgenden Soldaten angegriffen. Dieser Angriff kann abgewehrt werden, doch darauf erfolgt sofort wieder ein Angriff mit Flugzeugen, dem wiederum die Panzer folgen. Nachdem diese wieder, trotz vieler Verletzten, abgewehrt werden können, zieht sich das Regiment zu einer strategisch besseren Lage bis an den Don zurück und legt hier sofort einen Schützengraben an. Wieder ist es Pjotr Lopachin, der sich in das nächste Vorwerk begibt, um etwas Essbares zu besorgen. Er kommt auch mit zwei großen Milchkannen zurück, obwohl sich die Einwohner bereits auf die Überquerung des Don vorbereiten. Als er noch einmal zurück will, um noch die ihm versprochene Butter abzuholen, gibt es erneut Fliegeralarm. Wieder im Schützengraben angekommen gelingt es ihm sogar ein Flugzeug abzuschießen, doch nun beginnt der Bombenhagel erst richtig. Ihm folgt wieder ein deutscher Angriff auf der ganzen Linie, der wiederum zurückgeschlagen werden kann und dadurch den Rückzug der sowjetischen Truppen über den Don sichert.
Als wieder Ruhe einkehrt, werden die Verwundeten eingesammelt und operiert. Von dem ganzen Regiment verbleiben 27 Männer, die in der Lage sind weiter zu kämpfen, der größte Teil ist gefallen. Auch der Kommandeur musste sein Leben lassen. Da jedoch die Regimentsfahne noch vorhanden ist, kann das Regiment nicht aufgelöst werden, welches sich weiter zu den eigenen Truppen durchschlägt. Der Film endet mit dem Eintreffen neuer, unverbrauchter Soldaten und Technik, damit die Wende im Zweiten Weltkrieg eingeleitet werden kann.

## Produktion
Der Film besteht aus zwei Teilen, die aber immer hintereinander in einer Vorstellung gezeigt wurden.
Der in Farbe und auf 70-mm-Material gedrehte Film hatte im Mai 1975 unter dem Titel Они сражались за родину im Moskauer Filmtheater Oktjabr Premiere und in der Sowjetunion über 40 Millionen Zuschauer.
Gedreht wurde in der Donsteppe in der Nähe des Chutors (Weiler) Melologowski. Während der Dreharbeiten verstarb Wassili Schukschin an einem Herzinfarkt. Fehlende Szenen Lopatins wurden durch Juri Solowjow übernommen. Dessen Stimme wurde im russischen Original durch Igor Jefimow synchronisiert.
In der DDR wurde er erstmals am 23. Mai 1975 im Rahmen der Tage des sowjetischen Films im Berliner Kino International aufgeführt. Die regelmäßigen Vorstellungen wurden am 7. November 1975 im Berliner Kino Kosmos eröffnet.
Im 1. Programm des Fernsehens der DDR lief der Film am 20. Februar 1977.

## Kritik
In der Berliner Zeitung bemerkte Günter Sobe:

„Es gibt Szenen von bestürzender Eindringlichkeit und Szenen von tiefdringender Menschlichkeit. Am deutlichsten allerdings werden sie nicht, wenn die Leinwand fast im Feuer birst, sondern wenn jene Soldaten anfangen zu erzählen.“

Das Lexikon des internationalen Films bezeichnete den Film als ein wuchtiges, aber pathetisches und inszenatorisch uneinheitliches Werk.